# Bernd Gaiser

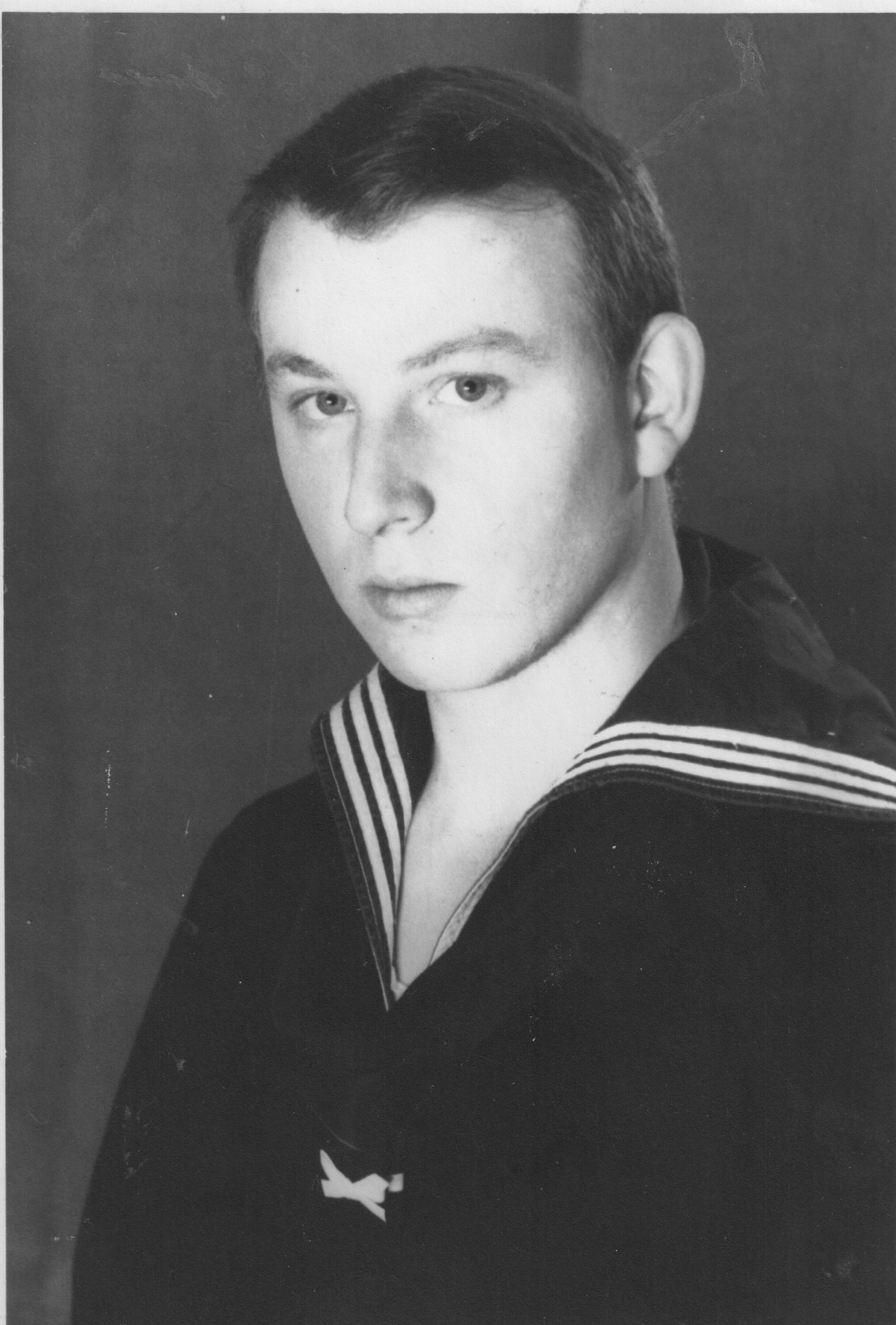
Bernd Gaiser, Marinedienst 1965

Bernd Gaiser (* 19. Januar 1945 in Nußloch) – auch Bernhard Josef, genannt Bernd – ist ein deutscher Autor und Aktivist der Lesben- und Schwulenbewegung.

## Leben

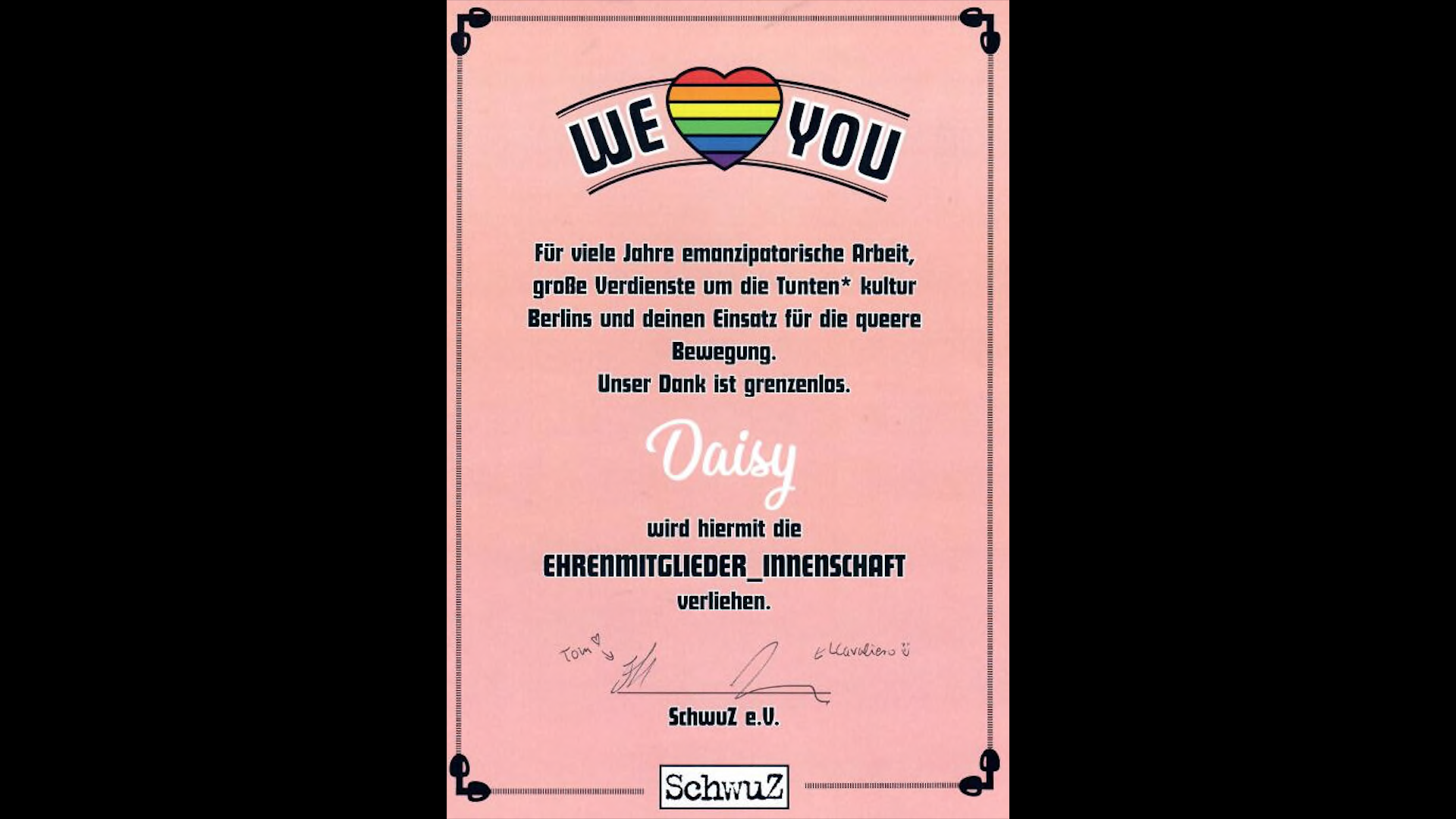
Ehrenmitgliedschaft des SchwuZ Berlin Als Tunte Daisy

Bernd Gaiser stammt aus kleinbäuerlichen Verhältnissen und wuchs mit drei Geschwistern auf.
Gaiser zog 1967 nach West-Berlin, wo er sich der Außerparlamentarischen Opposition (APO) anschloss und eine Buchhandelslehre absolvierte. Nach der Teilnahme an der Aufführung von Rosa von Praunheims Film Nicht der Homosexuelle ist pervers, sondern die Situation, in der er lebt bei der Berlinale 1971 war Gaiser ab Herbst desselben Jahres an der Gründung der HAW (Homosexuelle Aktion Westberlin) beteiligt. Ebenfalls beteiligt war er an der zu Pfingsten 1973 veranstalteten ersten Demonstration von Lesben und Schwulen auf dem Kurfürstendamm, sowie am anschließenden „Tuntenstreit“ in der HAW, zum Tragen des Rosa Winkels als gemeinsamem Erkennungszeichen. In diesem Rahmen trat Gaiser erstmals mit dem Tuntenamen Daisy in Erscheinung, den er seitdem verwendet. Mit dem Tragen des Rosa Winkels sollte die eigene schwule Identität demonstriert werden und gleichzeitig sollte er als Zeichen des von ihm und anderen vollzogenen Outings im Freundeskreis, am Arbeitsplatz und in der Familie dienen.

### Journalistische Tätigkeit
Ab dem Jahr 1977 teilte Gaiser mit Egmont Fassbinder (Verlag rosa Winkel) und Wolfgang Theis (Mitbegründer des Schwulen Museums Berlin 1985) eine Wohngemeinschaft in der Friedenauer Moselstraße und arbeitete als Buchhändler. Auf Einladung des Herausgebers Hans Eppendorfer wurde er freier Mitarbeiter des Magazins Him/Applaus. Seine damals erschienenen Beiträge aus der schwulen Lebenswirklichkeit hat Gaiser 2017 im Sammelband „Orte schwuler Selbstverwirklichung und Konfusion oder Schwule erfinden das Glück“ veröffentlicht. Gaisers Veröffentlichungen erschienen vorrangig im Selbstverlag Maldoror Flugschriften.
1978 war Gaiser federführend an der Organisation eines bundesweiten Treffens schwuler Autoren im Berliner SchwuZ im Einsatz. Und 1979 gemeinsam mit dem Initiator des 1. Berliner Christopher Street Days Andreas Pareik und anderen an dessen Organisation beteiligt. Er veröffentlichte im selben Jahr die im Verlag rosa Winkel erschienene Anthologie „Milchsilber. Wörter und Bilder von Schwulen“. Während seiner Mitarbeit in der Redaktion der „Berliner Schwulenzeitung“ BSZ zwischen 1977 und 1982 trat er unter anderem mit einem Interview mit dem Fotografen Jürgen Baldiga an die Öffentlichkeit.

### Soziales Engagement
Durch die Insolvenz seines Arbeitgebers Kiepert, der damals größten Buchhandlung Berlins, wurde Gaiser 2003 arbeitslos und konzentrierte sich auf sein soziales Engagement, insbesondere um die Thematik Homosexualität im Alter, so im Netzwerk Anders Altern, der Schwulenberatung Berlin, im Mobilen Salon, einem Besucherdienst für ältere schwule Menschen, die nicht mehr mobil sind, sowie bei BALSAM, dem Berliner Arbeitskreis für lesbische und schwule alte Menschen und im Forum des 30. Berliner CSDs 2008.
Seit 2014 ist Gaiser als Mitorganisator einer Rikschagruppe auf dem Berliner CSD unterwegs, gemeinsam mit Freunden von Mann-O-Meter und Vorspiel-Sportverein-für-Schwule-und-Lesben Berlin – zur Förderung der Teilnahme älterer Schwuler, die nicht mehr gut zu Fuß sind, unter dem Motto Mit 50+ ist noch lange nicht Schluss. Mit ihnen verbindet ihn auch die Initiative zu einer gemeinsamen „Grabpatenschaft“, die dem Ziel der Restaurierung eines Grabdenkmals auf dem Alten St. Matthäus Kirchhof in Berlin-Schöneberg dient und ihrer späteren Urnenbestattung. Gaiser ist Mieter im Lebensort Vielfalt, einem Wohnhaus für Lesben und Schwule im Alter, und hatte mit anderen Interessenten das Bauprojekt der Schwulenberatung in Berlin unterstützt.
Beim 39. CSD 2017 durfte Bernd Gaiser für seine Verdienste um die queere Community Berlins über einen Zeitraum von 40 Jahren die Auszeichnung Soul of Stonewall Award (in der Kategorie: lokal) entgegennehmen.

## Veröffentlichungen
- als Hrsg.: Workshop Schreibende Schwule. 18. – 21. Nov. 1978. Selbstverlag. Berlin 1978.
- als Hrsg. mit anderen: Milchsilber. Wörter und Bilder von Schwulen. Verlag rosa Winkel, Berlin 1979, ISBN 3-921495-27-X.
- Die Farben der Haut. Orte schwuler Selbstverwirklichung und Konfusion. Edition Maldoror Flugschriften, Berlin 2016, ISBN 978-3-7418-4014-2.
- Im Schatten des Rosa Winkel oder Schwule erfinden das Glück. Edition Maldoror Flugschriften, Berlin 2016, ISBN 978-3-7418-3733-3.
- Orte schwuler Selbstverwirklichung und Konfusion oder Schwule erfinden das Glück. Edition Maldoror Flugschriften, Berlin 3. NA 2019, ISBN 978-3-7485-4496-8.
- Mach dein Schwulsein öffentlich! Mein ganz persönliches Bilderbuch. Edition Maldoror Flugschriften, Berlin, 2. NA 2020, ISBN 978-3-7531-0160-6.

## Veröffentlichungen in Zeitschriften und Anthologien
- Joachim S. Hohmann: Mein Lesebuch. Foerster Verlag, Frankfurt/M. 1979, ISBN 3-922257-01-1.
- Bernd Gaiser: Jürgen Baldiga. Ich bin mein eigener Gott. Berliner Schwulen Zeitung Nr. 24 Okt./Nov. 1980.
- Gerd Wolter (Hrsg.): Mann oh Mann. Männer-Reader. Edition Tréves, Trier 1980, ISBN 3-88081-089-3.
- Egmont Fassbinder (Hrsg.): Klappentexte Nr. 1, Verlag rosa Winkel, Berlin 1980, ISSN 0720-6712.
- Rüdiger Berg/Jürgen Klaubert: Wo Dornenlippen dich küssen. Ein Lesebuch. Verlag Pusteblume, Bielefeld, o. J., ISBN 3-922896-06-5.
- Bruno Gmünder (Hrsg.): Berlin von hinten. Gmünder Verlag, Berlin 1983, ISBN 3-9800578-5-2.
- Egmont Fassbinder (Hrsg.): Klappentexte Nr. 5. Verlag rosa Winkel, Berlin 1984, ISBN 3-921495-68-7.
- Rinaldo Hopf, Axel Schock (Hrsg.): Mein schwules Auge 10. Konkursbuch Verlag, Tübingen 2013, ISBN 978-3-88769-910-9.
- Bernd Gaiser: Vom ersten CSD bis heute. Siegessäule. Queer Berlin. Heft Juni 2014, Special Media Verlag Berlin.
- Klaus Dieter Spangenberg: Die schöne Helena. Fritz, ein schwules Soldatenschicksal. Vorwort. Selbstverlag, Berlin 2015, ISBN 978-3-00-045899-6.
- Udo Hardenberg (Hrsg.): Acht Männer und ein Grab. Eine Geschichte auf Leben und Tod. Selbstverlag. Berlin 2018, ISBN 978-3-7467-5334-8.
- Rinaldo Hopf (Hrsg.): Mein Schwules Auge. BerlinGay Metropolis Special. Konkursbuch Verlag, Tübingen, 2019, ISBN 978-3-88769-945-1